# Sapekhburto K'lubi Sp'aeri
Il Sapekhburto K'lubi Sp'aeri (in georgiano საფეხბურთო კლუბი სპაერი?), noto anche come FC Spaeri, è una società calcistica georgiana con sede a Tbilisi. Il club milita nella Erovnuli Liga 2, la seconda divisione del calcio georgiano.
Insieme al Gagra, è l'unico club di seconda divisione ad aver vinto la Coppa di Georgia.

## Storia
Lo Spaeri è stato fondato nel 2017 da cinque persone che lavoravano nella Protezione Civile georgiana. La squadra era composta principalmente da lavoratori della protezione civile e si iscrisse alla Tbilisi Open League, il quinto e più basso livello della piramide calcistica georgiana  prima di diventare un membro della Regionuli Liga.
Lo Spaeri ha concluso la stagione 2018 al secondo posto e ha ottenuto il diritto di partecipare alla neonata Liga 4. Dopo aver vinto 21 partite su 27, ha vinto la Liga 4 nel 2019 e ottenuto la promozione automatica in Liga 3.
Il loro esordio in terza divisione fu impressionante, con lo Spaeri che fino all'ultima giornata si contendeva un posto nei play-off promozione. Alla fine, il club arrivò a due punti dal terzo posto.
La squadra migliorò ulteriormente il proprio piazzamento nel 2021 e, dopo una serie di imbattibilità in 20 partite di campionato, vinse la Liga 3 2021 sei turni prima della fine della stagione.
Inizialmente, i risultati in seconda divisione non sembravano incoraggianti. Con un solo punto nelle prime quattro partite, lo Spaeri era ultimo in classifica. Tuttavia, la squadra si riprese rapidamente realizzando la striscia di imbattibilità più lunga della stagione e si qualificò per i play-off promozione arrivando secondo in campionato. L'attaccante Levan Papava divenne il capocannoniere del campionato con 17 gol segnati durante la stagione regolare. Nonostante una sua doppietta in una drammatica sfida promozione-retrocessione contro il Gagra, squadra dell'Erovnuli Liga, la squadra non riuscì a ottenere la promozione poiché il Gagra vinse ai rigori. Lo Spaeri partecipò ai play-off anche l'anno dopo, perdendo nuovamente contro il Telavi.
Nel 2024, lo Spaeri riuscì a vincere la Coppa di Georgia, sconfiggendo la Dinamo Tbilisi in finale. In questo modo, si qualificò per la prima volta in assoluto a una competizione europea, assicurandosi un posto nel secondo turno preliminare della UEFA Conference League 2025-26, la sua prima partecipazione in una coppa europea.
Nella suo esordio in Supercoppa georgiana, la squadra vinse nettamente contro il T'orp'edo Kutaisi in semifinale, per poi venire sconfitta in finale all'ultimo minuto contro il Dila Gori.

## Allenatori
| Nome             | Naz     | Periodo     |
| ---------------- | ------- | ----------- |
| Kakha Maisuradze | Georgia | 2017 - 2024 |
| Anzor Kighuradze | Georgia | 2024 -      |

## Stadio
Lo Stadio Spaeri, situato nella periferia orientale di Tbilisi, è stato ufficialmente inaugurato nel settembre 2018. Il campo è in erba artificiale.

## Palmarès

### Competizioni nazionali
- Coppa di Georgia: 1

2024

### Altri piazzamenti
- Supercoppa di Georgia:

Finalista: 2025